# Ana Flavia Cavalcanti
Ana Flavia Cavalcanti (anhörenⓘ; geboren 1982 in Diadema) ist eine brasilianische Schauspielerin, Drehbuchautorin, Performancekünstlerin und Filmregisseurin.

## Leben und Werk
Sie studierte Szenische Kunst und absolvierte das INDAC (Instituto de Arte e Ciência) und CPT (Centro de Preparação Teatral).
2011 arbeitete Cavalcanti an Theatern in Paris. Nach ihrer Rückkehr nach Brasilien wirkte sie in der Telenovela Além do Tempo (Time After Time) von Elizabeth Jhin mit. Der Film Body Electric, in dem sie die Rolle von Carla spielt, war ein Berlinale Talent für Script Station 2015. Rã (Frogs/Frösche) ist ihre erste Arbeit als Regisseurin. Für den Kurzfilm, der als einer von 19 brasilianischen Filmen bei der Berlinale 2020 in der Sektion Generation Kplus läuft, hat sie auch das Drehbuch geschrieben. Julia Zakia war ebenfalls an der Regie beteiligt und für Montage und Produktion verantwortlich.

## Filmografie (Auswahl)
- 2014: A Morte de J.P. Cuenca
- 2014: Personal Vivator
- 2015: Além do Tempo
- 2016: Rainha
- 2017: Corpo Elétrico
- 2019: Família Valente
- 2019: Amor de Mãe (Telenovela)
- 2019: Rã (Kurzfilm)
- 2024: Baby
- 2024: Continente

## Auszeichnungen
- Preis für den besten Kurzfilm auf dem Festival de Brasília do Cinema Brasileiro 2019 für Rã.[7]